# Rødovrehallen
Rødovrehallen er en dansk idrætshal, der er beliggende i Rødovre. Med sit gulvareal på ca. 4.500 kvadratmeter er den blandt Danmarks største idrætshaller.
Hallen blev opført i 1975/1976 og indviet 3. januar 1976. Den er siden renoveret; dels med ny gulvbelægning i 1994, dels med nyt tag og nye hæve-/sænkevægge mellem de fire halafsnit. Frem til udskiftningen af gulvet i 1994 afvikledes indendørs atletik i hallen. I dag anvendes hallen bl.a. til håndbold, basketball, badminton og volleyball. 
Rødovre Skøjte Arena ligger i tilknytning til hallen og er hjemmebane for såvel Rødovre Skøjte & Ishockey Klub som ligaoverbygningen Rødovre Mighty Bulls.
Movias buslinje 7A har endestation ved Rødovrehallen, der også betjenes af linje 9A.